# منتصلة حلاء
منتصلة حلاء (الاسم العلمي: Achromobacter lyticus) هي نوع من البكتيريا، سلبية الغرام، تتبع المنتصلة.